# Diocesi di Conocora
La diocesi di Conocora (in latino Dioecesis Chonochoritana) è una sede soppressa e sede titolare della Chiesa cattolica.

## Storia
Conocora, identificata con la città di Qara nel governatorato del Rif di Damasco in Siria, è un'antica sede vescovile della provincia romana di Fenicia Seconda nella diocesi civile d'Oriente. Faceva parte del patriarcato di Antiochia ed era suffraganea dell'arcidiocesi di Damasco, come attestato da una Notitia episcopatuum del VI secolo.
Di questa antica sede episcopale sono noti due vescovi. Al concilio di Calcedonia del 451, Dadas era assente, ma firmò gli atti al suo posto il metropolita Teodoro di Damasco; lo stesso vescovo sottoscrisse nel 458 la lettera dei vescovi della Fenicia Seconda all'imperatore Leone in seguito all'uccisione del patriarca alessandrino Proterio. Il vescovo monofisita Alessandro fu cacciato dalla sua sede all'avvento al trono dell'imperatore Giustino I nel 518.
Per una errata identificazione di Come Harran con Conocora, Le Quien attribuisce a questa sede tre vescovi che in realtà appartengono alla diocesi di Carre.
Dal 1933 Conocora è annoverata tra le sedi vescovili titolari della Chiesa cattolica; la sede è vacante dall'11 novembre 1996.

## Cronotassi

### Vescovi greci
- Dadas † (prima del 451 - dopo il 458)
  - Alessandro ? † (? - 518 espulso) (vescovo monofisita)

### Vescovi titolari
- René Audet † (21 maggio 1963 - 3 gennaio 1968 nominato vescovo di Joliette)
- Joseph Khoury † (29 aprile 1993 - 11 novembre 1996 nominato eparca di San Marone di Montréal)